# أليكس ويلسون (لاعب كرة قدم)
أليكس ويلسون (بالإنجليزية: Alex Wilson)‏ (29 أكتوبر 1908 في المملكة المتحدة - 16 مارس 1971) هو لاعب كرة قدم بريطاني (وحمل سابقاً جنسية المملكة المتحدة لبريطانيا العظمى وأيرلندا) في مركز حراسة المرمى. لعب مع نادي أرسنال ونادي سانت ميرين.

## وصلات خارجية
- أليكس ويلسون على موقع قاعدة بيانات كرة القدم.إي يو (الإنجليزية)